# Saint-Geniez-d'Olt
Saint-Geniez-d'Olt är en kommun i departementet Aveyron i regionen Occitanien i södra Frankrike. Kommunen ligger  i kantonen Saint-Geniez-d'Olt som ligger i arrondissementet Rodez. År 2018 hade Saint-Geniez-d'Olt 2 046 invånare.

## Befolkningsutveckling
Antalet invånare i kommunen Saint-Geniez-d'Olt
Referens: INSEE